# Champagne Pommery
Champagne Pommery est une maison de Champagne située à Reims et fondée en 1836. Pommery fait partie des maisons de champagne qui doivent leur existence et leur succès à une veuve.

## Histoire

### Origines et Fondation
L'histoire du champagne Pommery remonte à 1836, lors de la création, à Reims, de la maison de négoce Dubois-Gossart (ou Dubois-Gosset selon les sources). Un an plus tard, M. Gossart laisse sa place à Joseph-Narcisse Greno (1810-1892), voyageur-négociant de l'entreprise, pour créer la maison Dubois & Greno. En 1839, M. Dubois décède et, André Wibert lui succède. Greno et Wibert créent la société en nom collectif (S.N.C.) Wibert & Greno, ayant comme activité le commerce de vins fins de Champagne, devant expirer le 1er août 1854. Le 16 septembre 1854, la société qui fête ses 15 ans, est prorogée de 3 ans jusqu'au 1er août 1857, vraisemblablement le temps de trouver un acquéreur.
Effectivement, le 16 juillet 1856, Alexandre Louis Pommery (1811-1858), négociant en laine et alors installé au 7 rue Vauthier-le-Noir, non loin de la cathédrale, procède à une totale reconversion de son activité en reprenant pour 60.000 francs la part d'André Wibert se retirant des affaires. La Société Pommery & Greno, dont l'objet social est le négoce et la production de champagne, est née.

### Madame veuve Pommery et les Polignac

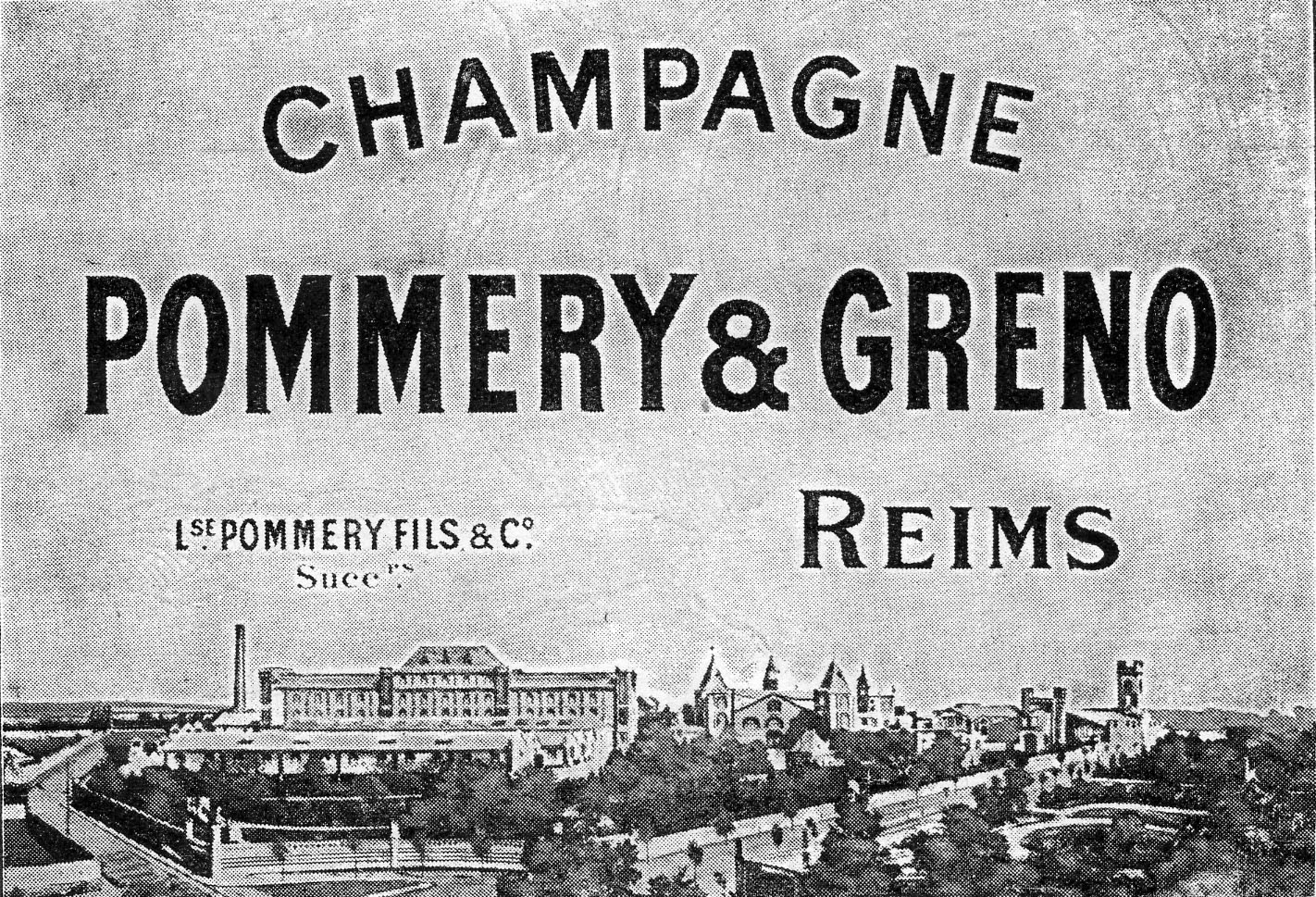
Publicité de la maison Pommery & Greno en 1923.

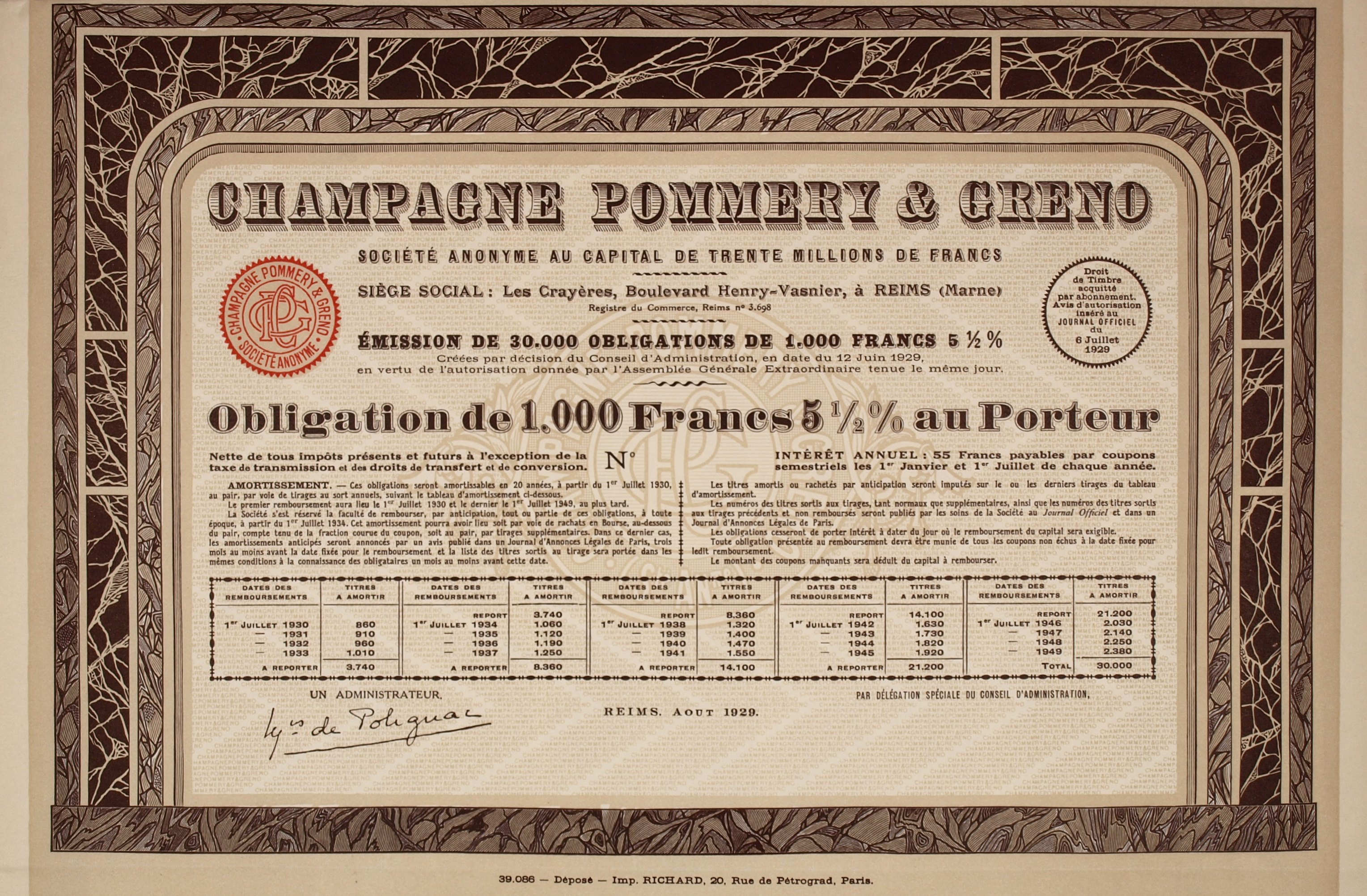
Obligation de la Champagne Pommery & Greno S.A. en date d'août 1929.

C'est en 1858 à la mort d'Alexandre Louis que Madame Pommery (1819-1890), mariée à 20 ans, prend le contrôle intégral de l'entreprise. Elle est assistée par Narcisse Greno jusqu'en 1860. Elle étend la production jusqu'à environ deux millions de bouteilles par an et fait de la maison Pommery l'une des plus grandes marques de champagne. Devant l’exiguïté des locaux de la rue Vauthier-le-Noir, Jeanne-Alexandrine Pommery acquiert, à partir des années 1860, cinq hectares de terrains sur et sous la colline Saint Nicaise. Progressivement, la société achète d’autres parcelles jusqu’à constituer un domaine de 65 hectares. La construction du domaine Pommery s’étend de 1869 jusque dans les années 1910.
En 1866, la marque est renommée Veuve Pommery & fils en raison de l’entrée de son fils, Louis Pommery, dans la société.
Champagne Pommery est la première maison à commercialiser un champagne brut en 1874,.
Après le décès de Madame veuve Pommery en 1890, son fils Louis, l'associé Henry Vasnier et sa fille Louise, marquise de Polignac, reprennent le flambeau.
En 1907, les deux administrateurs de la société, Louis Pommery et Henry Vasnier, décèdent. Melchior de Polignac, le petit-fils de Veuve Pommery, prend leur succession. Après la Grande Semaine d'aviation de la Champagne, en 1909, premier meeting aérien du monde, il a l'idée de créer la Coupe Pommery, une compétition d'aviation, afin de faire de la publicité à la marque.
En 1946, le comte Charles De Polignac et en 1951, le prince Guy De Polignac, président la SA Pommery & Greno. La société fait son entrée en 1968 en bourse et échappe à un rachat par Moët & Chandon. La famille de Polignac a continué à diriger l'entreprise jusqu'en 1979. Plus tard, la maison passe entre autres dans les mains de Xavier Gardinier, du groupe BSN et du groupe LVMH qui l'acquiert en 1991.

### LeXXIesiècle
La marque Pommery est rachetée au groupe LVMH en 2002 par le groupe Vranken Monopole, ainsi qu'une trentaine d'hectares de vignobles, part mineure du domaine de Pommery. Le groupe change immédiatement de nom pour s’appeler désormais Vranken-Pommery Monopole.

## Les chefs de cave
Depuis les origines de la maison, dix chefs de cave se sont succédé :
- Damas Olivier : de 1838 à 1872 ;
- Victor Lambert : de 1872 à 1892 ;
- Urbain Nourry : de 1892 à 1905 ;
- Henry Outin : de 1906 à 1929 ;
- Marius Poirier : de 1929 à 1950 ;
- Renaud Poirier : de 1950 à 1957 ;
- Paul Françot : de 1957 à 1971 ;
- Alain de Polignac : de 1971 à 1992 ;
- Thierry Gasco : de 1992 à 2017 ;
- Clément Pierlot : à partir de 2017.

## Les vins
En hommage à Jeanne Alexandrine Louise, la maison a créé, à la fin des années 1970, une « Cuvée Louise ».

## Le domaine Pommery
Situé au cœur de la ville de Reims, le domaine Pommery est édifié de 1870 à 1878 sur la butte Saint-Nicaise dans un style néogothique élisabéthain par Jeanne Alexandrine Pommery pour « satisfaire son anglomanie et les goûts de sa clientèle anglaise ».
Chaque année, Pommery produit entre cinq et six millions de bouteilles et attire quelque 120 000 visiteurs du monde entier dans ce domaine. Il est possible de visiter les caves à champagne, l'exposition d'art contemporain installée dans les grottes ainsi que la Villa Demoiselle, juste en face de la Maison Champagne Pommery à Reims.

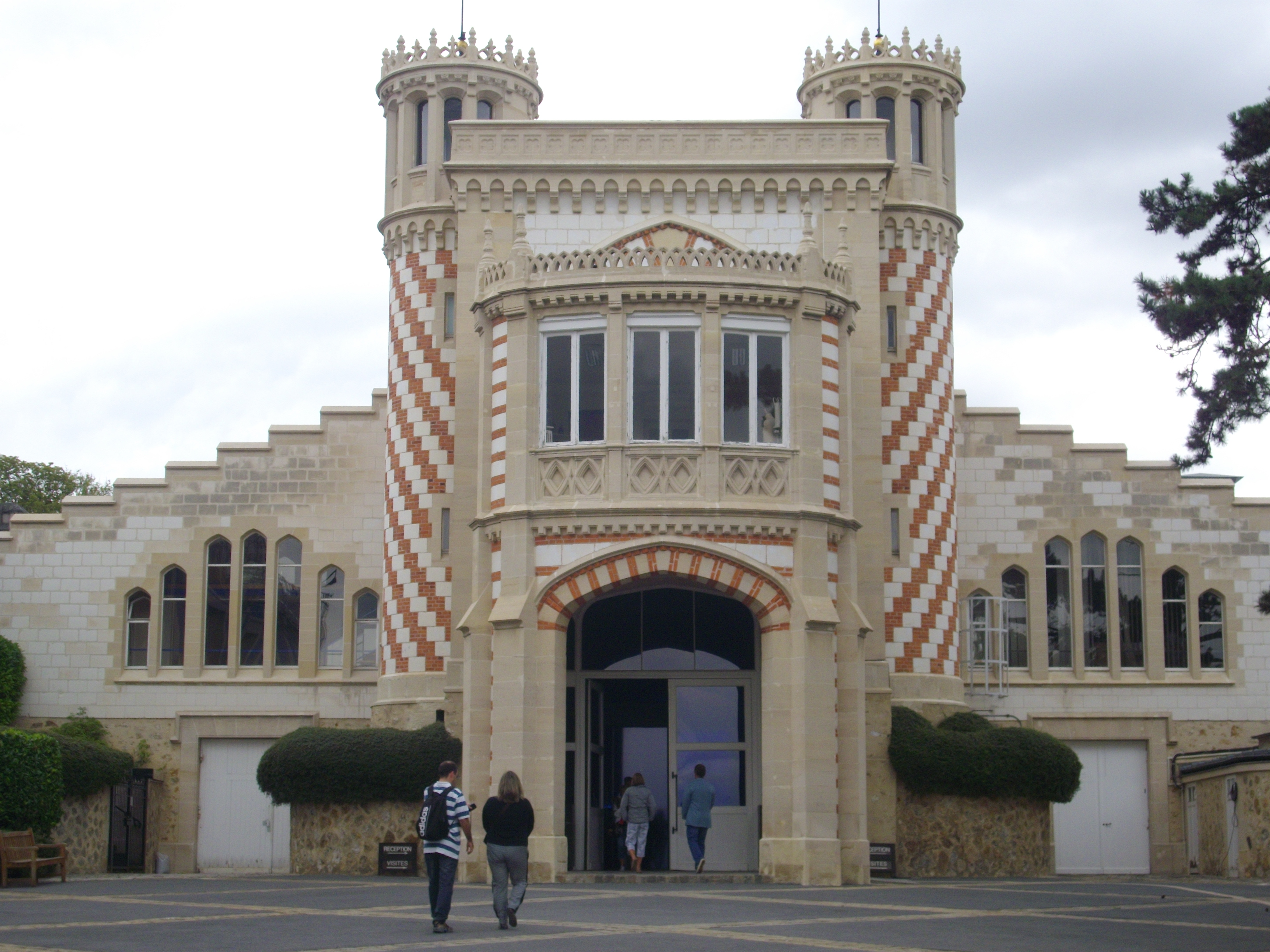
Entrée des caves Pommery
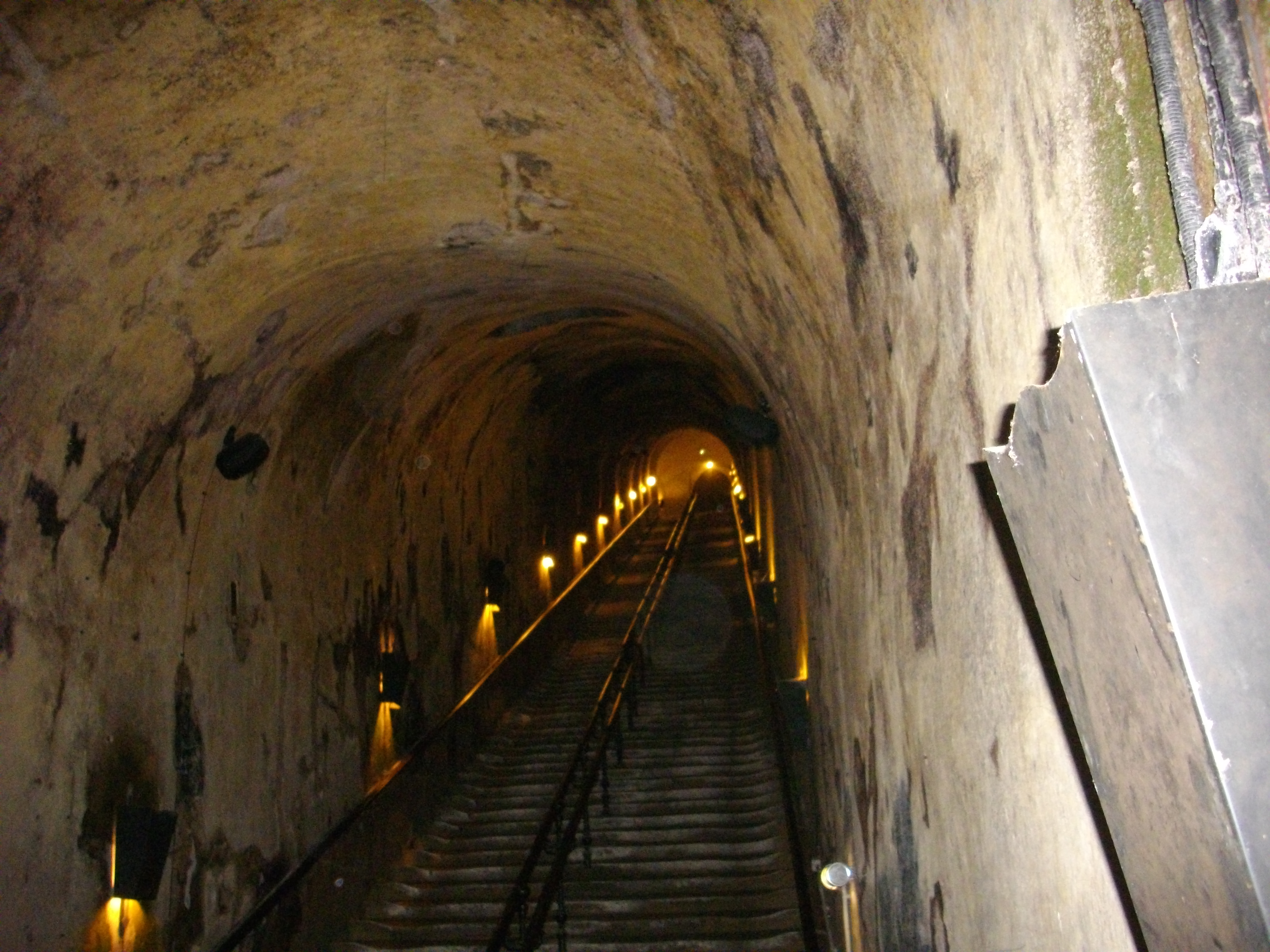
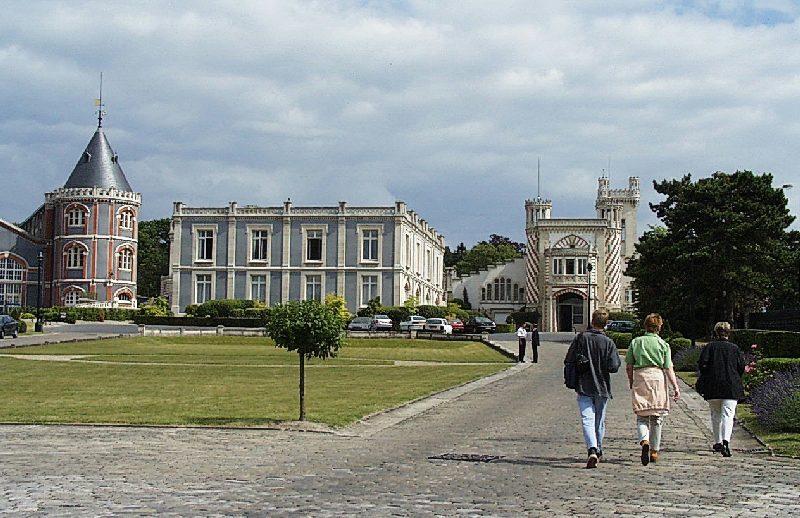
Domaine Pommery à Reims
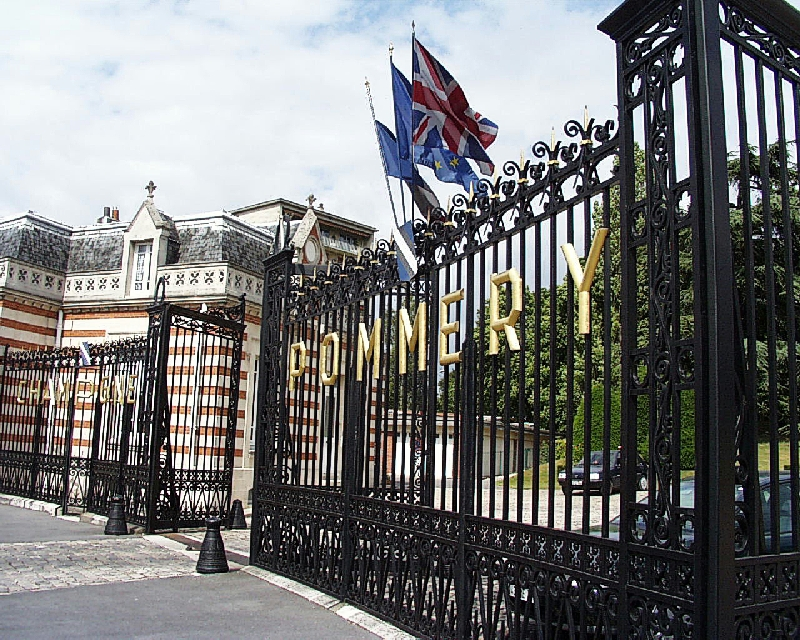
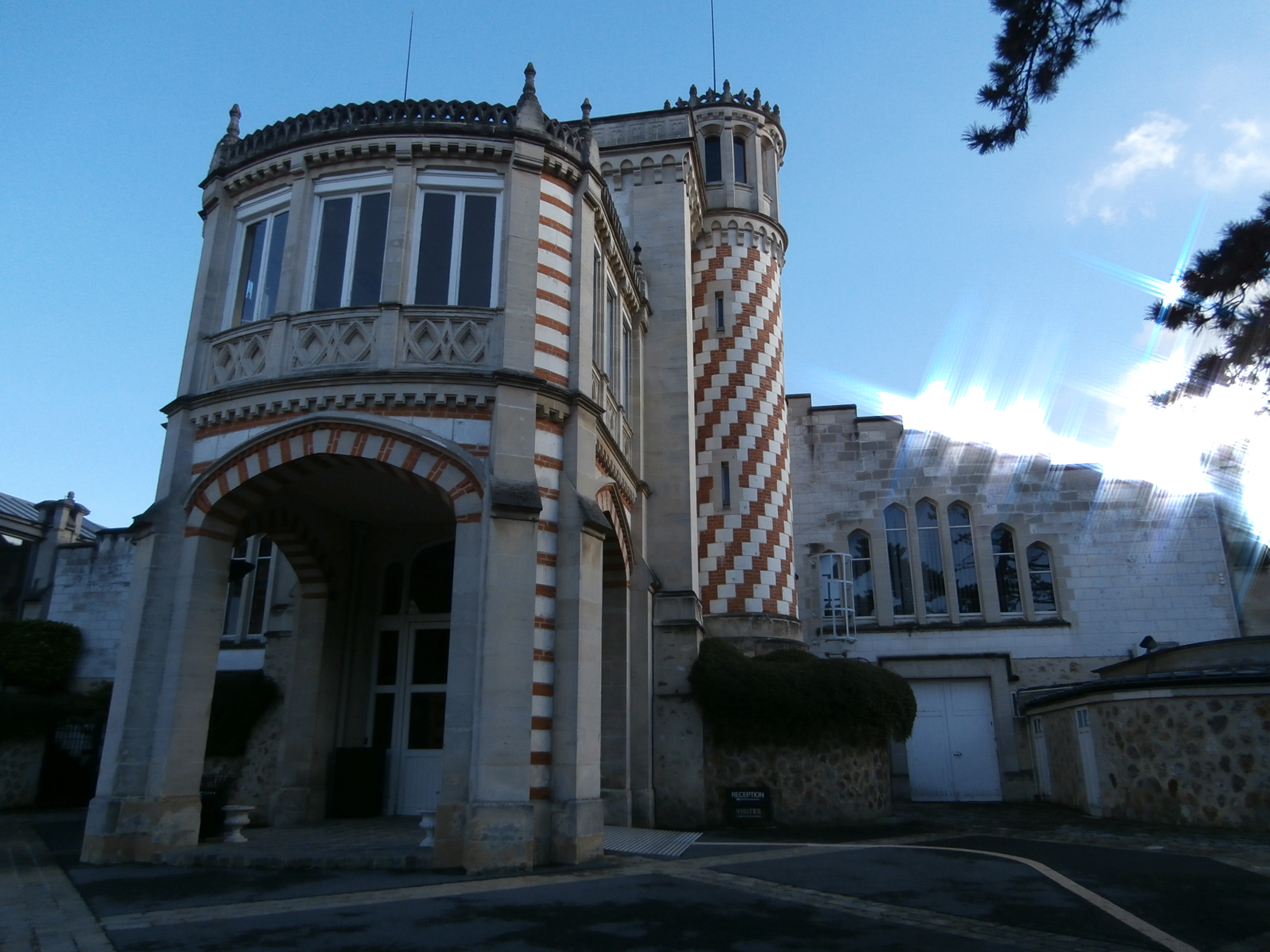
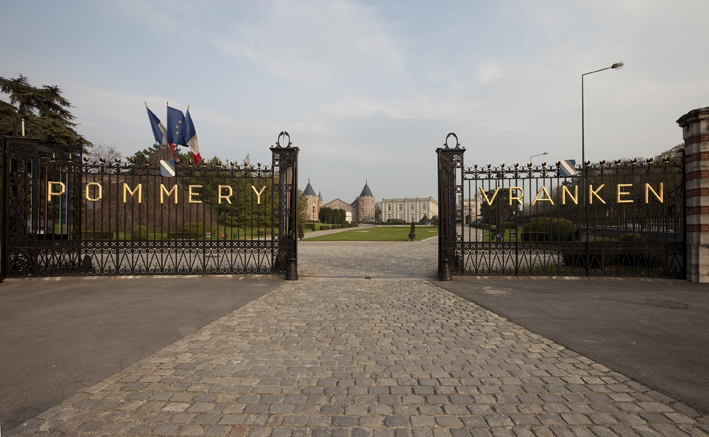
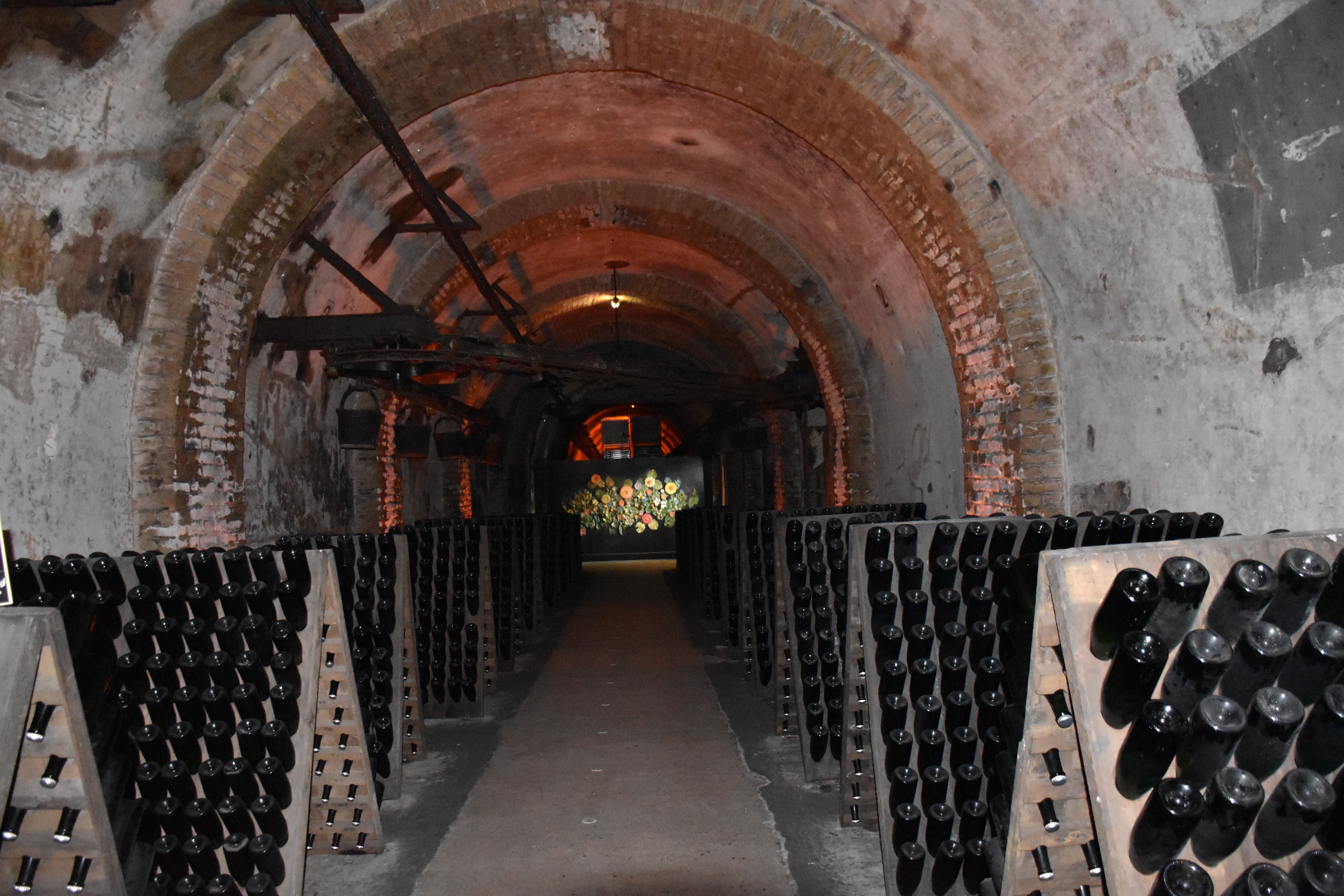
Dans les caves
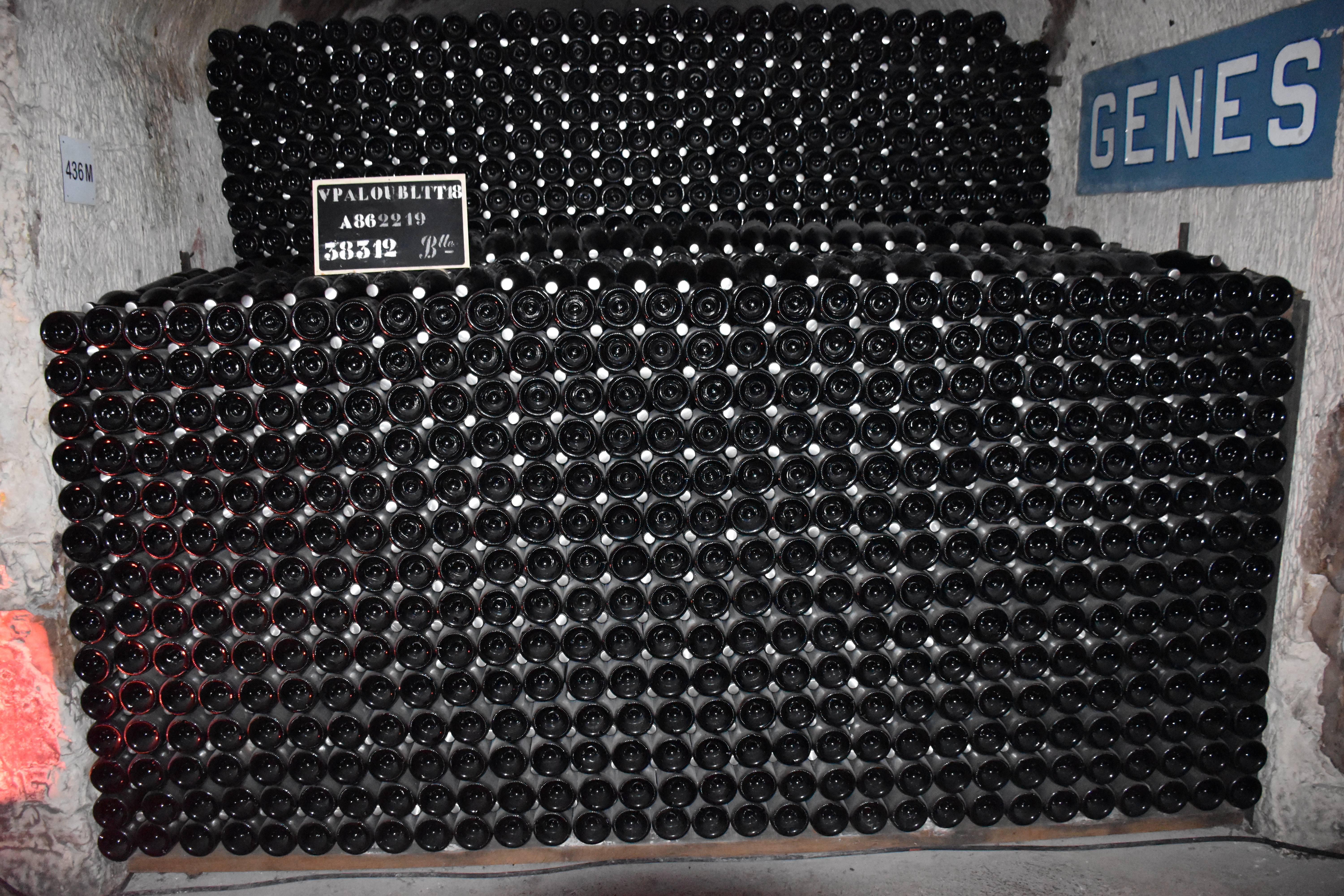
38 312 bouteilles...
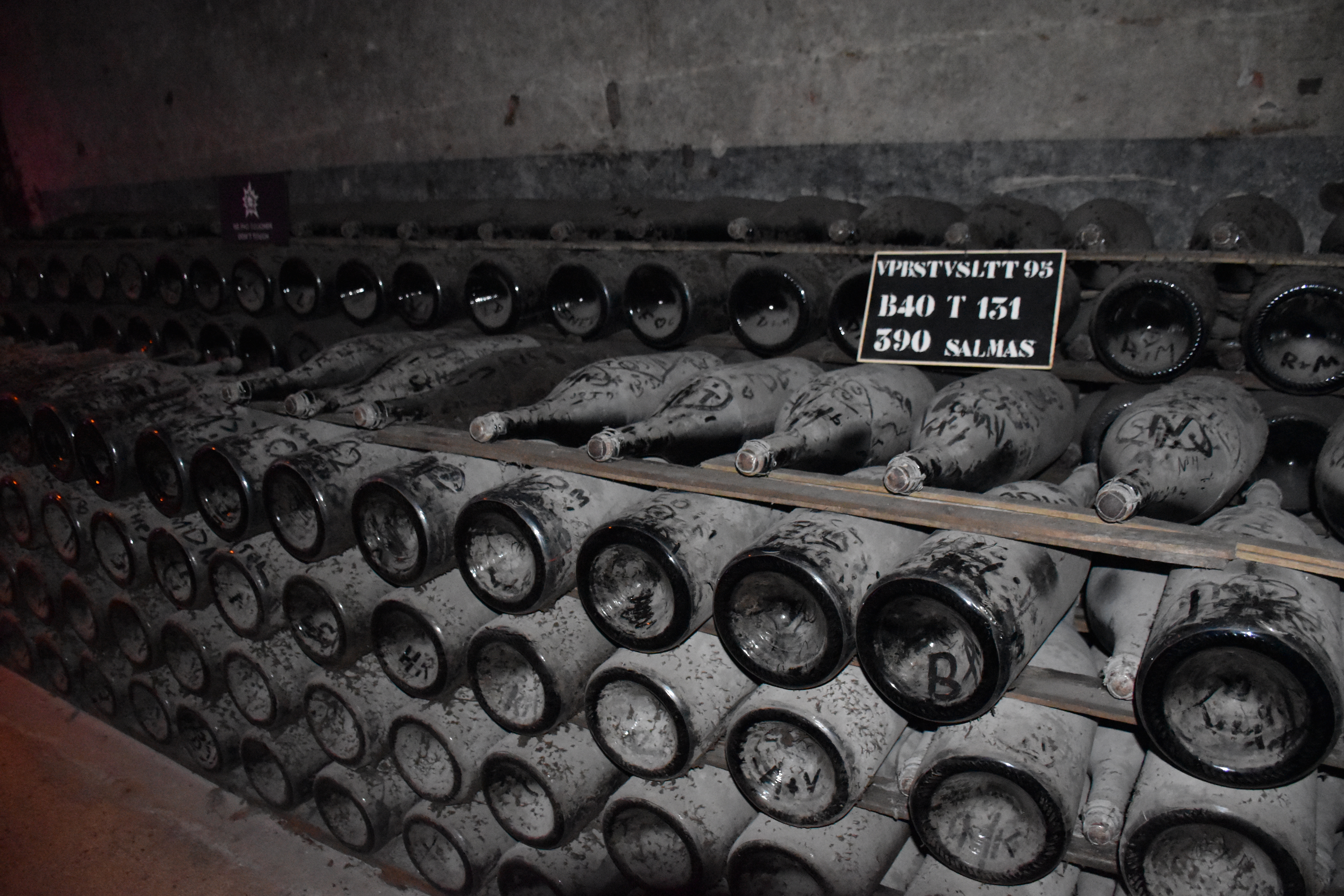
Surtout, ne pas toucher!